# 拉古納耶馬 (福爾摩沙省)
拉古納耶馬（西班牙語：Laguna Yema），是阿根廷的城鎮，位於該國東北部福爾摩沙省，也是貝爾梅霍縣的首府，距離福莫薩380公里，該城鎮海拔高度153米，2010年人口3,617。